# Stożne (powiat olecki)
Stożne (niem. Stosnau, do 1938 Stoosznen) – wieś w Polsce położona w województwie warmińsko-mazurskim, w powiecie oleckim, w gminie Kowale Oleckie.
W latach 1975–1998 miejscowość należała administracyjnie do województwa suwalskiego.
Wieś czynszowa założona na prawie chełmińskim na 40 włókach w 1560 roku, kiedy książę Albrecht za pośrednictwem starosty Wawrzyńca von Halle sprzedał braciom Pawłowi i Stanisławowi ze starostwa ełckiego cztery włóki sołeckie. Wieś wymieniana była w dokumentach z roku 1569. W XVII wieku miejscowi chłopi mieli obowiązek odrabiania szarwarku w folwarku domenialnym w Sedrankach. Szkoła w Stożnem powstała pod koniec XVIII wieku. W okresie międzywojennym czynna była we wsi placówka pocztowa, stacja kolejowa oraz posterunek żandarmerii. Wieś liczyła wtedy 364 mieszkańców.
W pobliżu wsi znajduje się duża żwirownia.